# Port Nolloth
Port Nolloth este un oraș din provincia Noord-Kaap, Africa de Sud.

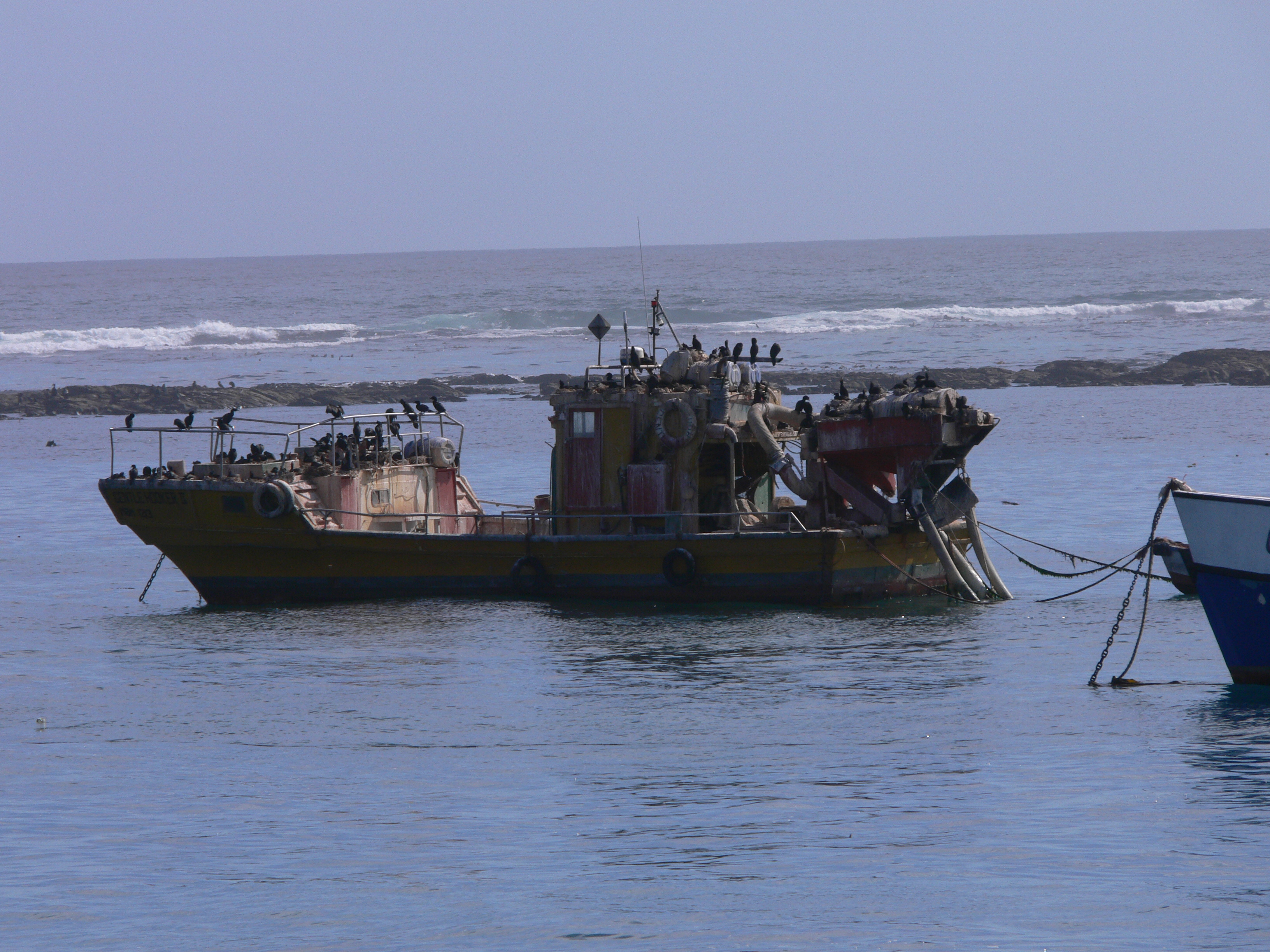
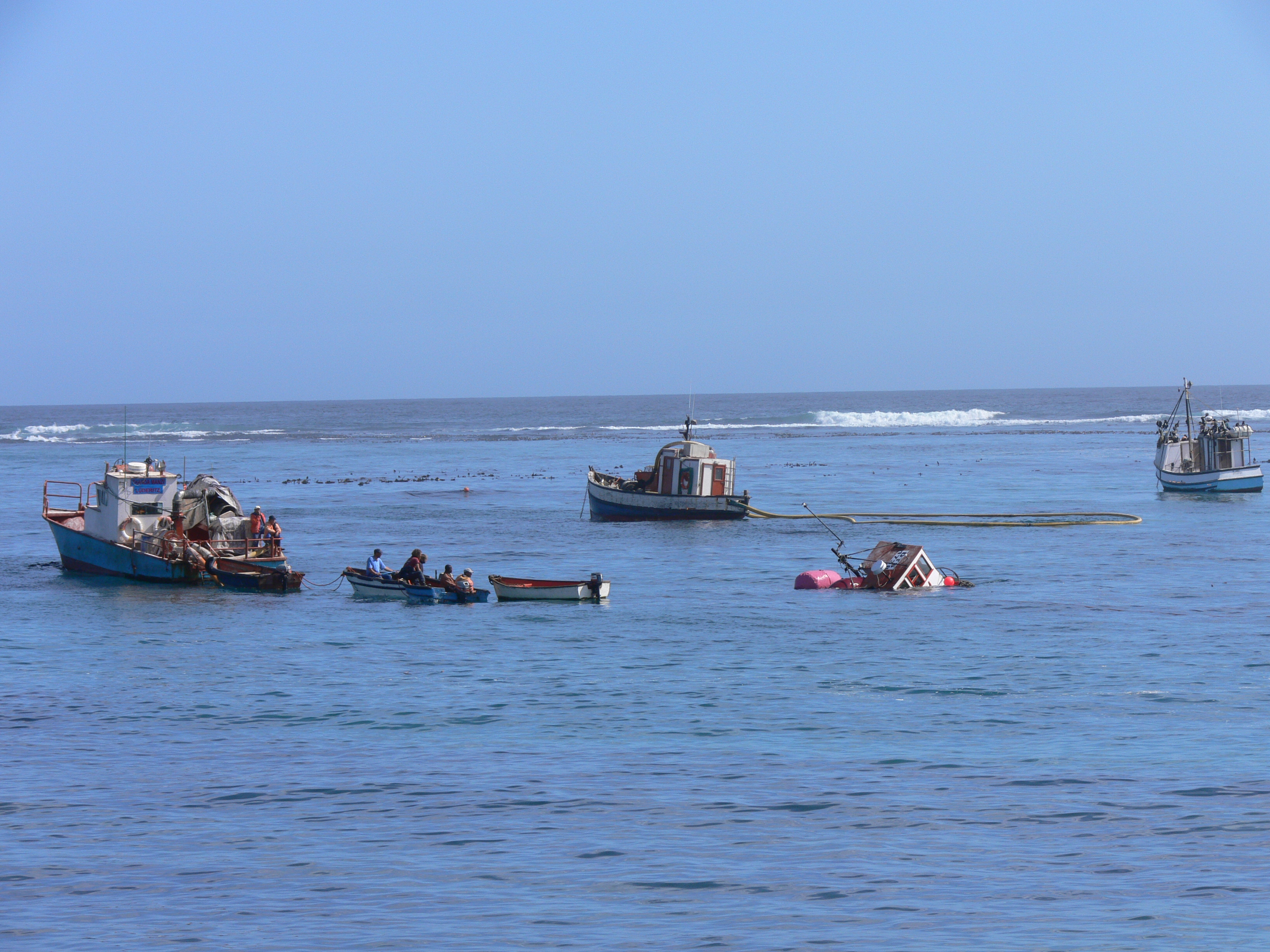
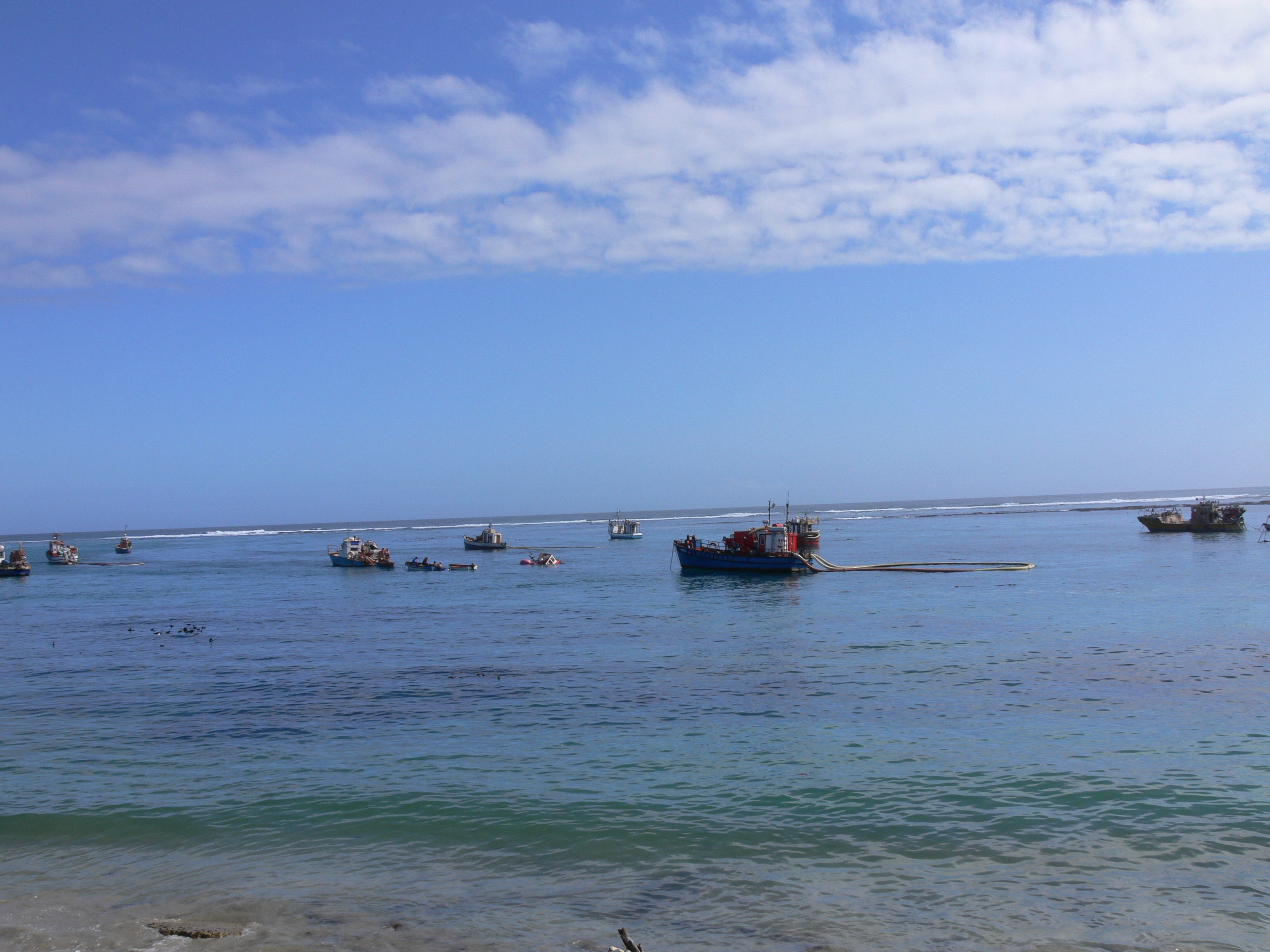
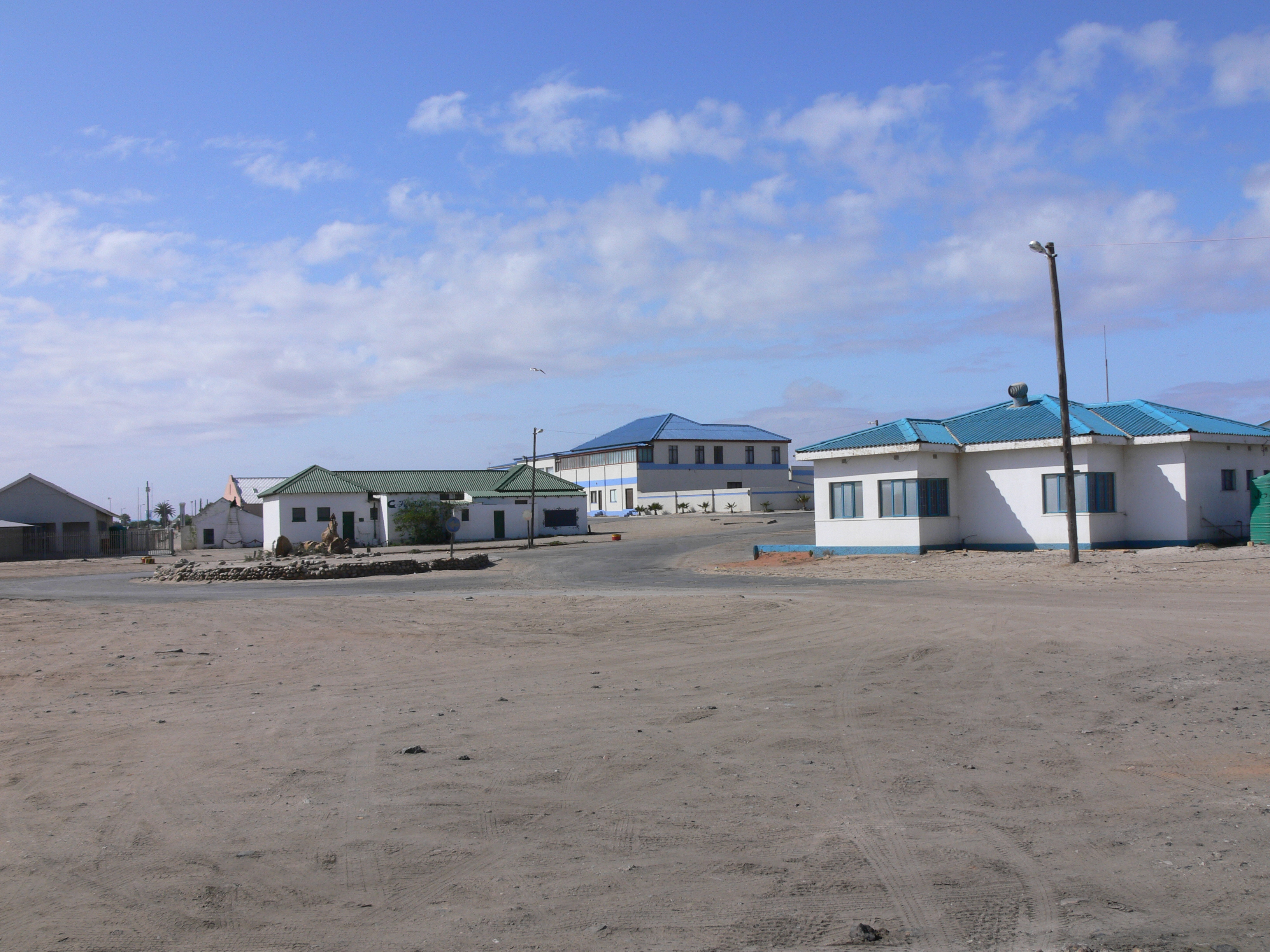